# アダエル・アマダー
アダエル・アレクサンダー・アマダー（Adael Alexander Amador, 2003年4月11日 - ）は、ドミニカ共和国サンティアゴ州サンティアゴ・デ・ロス・カバリェロス出身のプロ野球選手（遊撃手）。右投両打。MLBのコロラド・ロッキーズ所属。

## 経歴
2019年7月にアマチュア・フリーエージェントでコロラド・ロッキーズと契約してプロ入り。契約金は150万ドル。
2020年は新型コロナウイルスの影響でマイナーリーグの試合が開催されず、公式戦への出場はなかった。
2021年に傘下のルーキー級アリゾナ・コンプレックスリーグ・ロッキーズでプロデビューし、47試合に出場して打率.299、4本塁打、24打点の成績を記録した。
2022年はA級フレズノ・グリズリーズで開幕を迎えた。